# آيدوز
الآيدوز (بالإنجليزية: Idose)‏ هو سكر سداسي (سكر أحادي يحتوي على ست ذرات كربون).وهو يمتلك مجموعة ألديهيد أي أنه سكر ألديهيدي.وهو غير موجود في الطبيعة لكن أحماضه كحمض البوليك وحمض الآيدويورونيك تعتبر ذات أهمية.